# NGC 6815
NGC 6815 (другие обозначения — PGC 162, GSC 2147) — рассеянное звёздное скопление в созвездии Лисичка. Открыто Джоном Гершелем 18 августа 1828 года. Находится примерно в 6600 св. годах от Солнца и в 25,3 тыс св. лет от центра Галактики.
Этот объект входит в число перечисленных в оригинальной редакции «Нового общего каталога».

## Описание
Астрономический объект NGC 6815 представляет собой вытянутое рассеянное звёздное скопление с позиционным углом в 135°, с центром примерно в 4 угловых минутах к юго-западу от положения Джона Гершеля. Джон Гершель отметил положение «+-» в своём списке 1833 года, и «скопление действительно достаточно разбросано, чтобы его положение можно было перемещать в пределах пяти угловых минут, и никто этого не замечал…».
Описание Дрейера: «звёздное скопление, очень большое, довольно богатое, немного сжатое, звёзды от 10-й до 15-й звёздной величины». «При размере поля 12×35 скопление слабо видно; 42×60: вино несколько тусклых звёзд; 170x250: около 10—12 очень широко расставленных звёзд средней яркости, без какой-либо концентрации». Возможно, это в действительности не звёздное скопление, а астеризм. В своей книге «What’s Up 2007: 365 Days of Skywatching» астроном Тэмми Плотнер (англ. Tammy Plotner) пишет:
|                                           | A little more than a degree to the northeast is NGC 6815. While this slightly more compressed open cluster has no real status amongst deep sky objects, it is another one to add to your collection of things to do and see! |  | Чуть больше градуса к северо-востоку находится NGC 6815. Хотя это немного более сжатое рассеянное скопление не имеет реального статуса среди объектов глубокого космоса, это ещё один объект, который стоит добавить в вашу коллекцию вещей, которые можно увидеть и сделать! |  |
| «What’s Up 2007: 365 Days of Skywatching» | |  | |  |

## Наблюдение

### Данные наблюдений
Угловое положение — 135°.

### Астрономические данные
По состоянию на стандартную эпоху J2000.0 прямое восхождение объекта составляет 19ч 40м 44,0с, склонение +26° 45′ 32″.
Видимый Угловой размер — 30 угловой минуты.
Расстояние — 6601 ± 303 св. лет (2024 ± 93 пк).

## Обнаружение и исследования
Объект был обнаружен Джоном Гершелем 18 августа 1828 года.
Данные, измеренные космическим телескопом Кеплер звёзд в скоплениях NGC 6811 и NGC 6815, показывают, что периоды вращения звёзд в этом диапазоне масс ограничены несколькими днями, даже для объектов возрастом в 2,5 млрд лет.